# Сальник (анатомия)

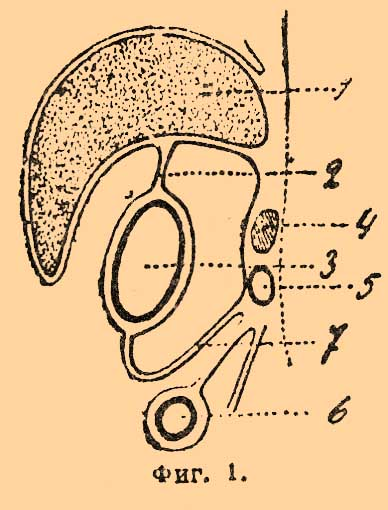
Рисунок из «ЭСБЕ». Схема, показывающая начало образования сальника, в продольном разрезе: 1 — печень, 2 — печеночно-желудочная связка, 3 — желудок, 4 — селезенка, 5 — двенадцатиперстная кишка, 6 — толстая (ободочная) кишка, 7 — сальник.

Сальник (лат. omentum) — широкая и протяжённая по длине складка внутренностной (висцеральной) брюшины, между листками которой расположена рыхлая соединительная ткань, богатая сосудами и жировыми отложениями.
Разделяют большой и малый сальник.
Большой сальник (лат. omentum majus) состоит из 4 листков брюшины, начинается от большой кривизны желудка, фиксируется к поперечной ободочной кишке и, покрывая кишечник спереди, спускается в виде фартука. Выполняет защитную функцию при травмах и воспалительных заболеваниях органов брюшной полости, например, при аппендиците. Большой сальник часто используют для прикрытия швов при операциях на желудке, кишечнике, а также для тампонады ран печени и селезёнки.
Малый сальник (лат. omentum minus) — удвоенная брюшина, натянутая между печенью, верхней частью двенадцатиперстной кишки и малой кривизной желудка.